# Fours à chaux du Fossé-Neuf et Sainte-Catherine
Les fours à chaux du Fossé-Neuf et de Sainte-Catherine sont situés sur la commune française déléguée de Bouzillé, commune d'Orée-d'Anjou, dans le département de Maine-et-Loire en Pays de la Loire.

## État, accès et visibilité

### Four à chaux du Fossé-Neuf
Il est situé au lieu-dit Le Fourneau, à la sortie du hameau du Fossé-Neuf en direction du sud-ouest, par la rue des fours à chaux. La route longe la sa rampe d'accès et la tour du four est parfaitement visible. L'ensemble est aménagé en habitation privée.

### Fours à chaux de Sainte-Catherine
Ils sont situés au lieu-dit Sainte-Catherine, 200 mètres après le four du Fossé-Neuf, sur la même route, en venant du hameau du Fossé-Neuf. La rampe d'accès est perpendiculaire à la route et aboutit à deux tours. La carte IGN montre l'existence d'un chemin longeant la rampe d'accès et passant à proximité des deux tours,.
Sur le bord de la route des fours à chaux, du côté opposé aux fours, on a la présence de vestiges de boxes à chevaux.

## Histoire

### Four du Fossé-Neuf
Le four du Fossé-Neuf a été construit par Pierre Meslin, à l'issue d'un contrat signé en 1803 et aurait ensuite appartenu à la famille Angebaud.
Il cesse son activité en 1939, à la déclaration de la Seconde Guerre mondiale.

### Fours de Sainte-Catherine
Ces fours à chaux ont une origine ancienne. Les étapes de construction ou de reconstruction au XVIIIe siècle décrites par différents auteurs mériteraient d'être vérifiées par examen de sources d'origine.

#### Période ancienne
Un four ancien appartenait à la seigneurie de la Pierre-Bouedron, puis au XVe siècle par le mariage de Catherine Gaillard, dame de la Pierre-Bouedron, avec Christophe Chabot, seigneur de Liré. Ce four était exploité par les religieux du prieuré Sainte-Catherine.
Certains auteurs mentionnent un menhir ou un dolmen enfoui sous la rampe d'accès aux fours,.

#### XIXesiècle
En 1830, le cadastre napoléonien montre clairement l'existence à Sainte-Catherine de l'ensemble constitué d'une rampe d'accès menant à deux fours, identiques à ceux qui existent actuellement.
En 1842, Victor Duhoux, un industriel de la chaux, notamment propriétaire de ceux de Liré, acquiert de deux fours à chaux à Bouzillé. À son décès en 1862, son gendre Aimé Oger devient propriétaire des fours à chaux et des carrières de Liré et de Sainte-Catherine.  
Pascal Girault fait état d'une autorisation accordée en 1850 aux frères Gontard pour la construction de deux fours près de la carrière Sainte-Catherine. 
Paru entre 1876 et 1878, le dictionnaire historique du Maine-et-Loire de Célestin Port fait état de deux fours à Sainte-Catherine dont un n'est plus en activité. Cela semble en contradiction avec d'autres auteurs,,, pour qui 1870 marquerait l'arrêt de l'activité des fours de Sainte-Catherine. Il y a donc une incertitude sur la période d'activité de chacun de ces deux fours.

#### XXesiècle
En 1918, les fours et carrières de Sainte-Catherine sont vendus par l'héritière d'Aimé Oger à une entreprise qui s'en sert pour ses besoins en pierres calcaires. En 1955, l'ensemble est vendu à un particulier.

### Fours en activité
Les carrières présentes sur place servent à l'approvisionnement en pierre calcaire. La chaux produite en excès repart par le port de la Rabotière, sur la Loire. Le four du Fossé-Neuf aurait employé jusqu'à 50 personnes. En 1991, Bernard Perrouin écrit : 

« Il était le dernier en service dans la région. Ce four avait un rendement exceptionnel et produisait de la chaux de grande qualité, ce qui explique sans doute sa longévité. Deux anciens peuvent encore en témoigner aujourd'hui, le père Louis Guindré (83 ans) des Léards de Liré le père Pierre Chéné (87 ans) du bourg de Bouzillé. Ils y ont travaillé. »

## Personnalités

### Pierre Meslin (1762 - 1850)
Pierre Clément Meslin est né le 24 février 1762 à Varades. Ses parents, Clément Meslin et Catherine Abline (ou Abeline), se sont mariés à Saint-Herblon le 12 février 1760.
Il dirige le four à chaux des Garennes de Liré, jusqu'à sa destruction par un tremblement de terre en 1799, puis fait construire le four à chaux du Fossé-Neuf à Bouzillé. Certains auteurs indiquent qu'il viendrait de Montjean-sur-Loire et serait apparenté à la famille Clemenceau, qui exploite des fours à chaux à Montjean-sur-Loire.
Il se marie à Bouzillé le 29 avril 1805 avec Marie Allaire, domiciliée à Liré. L'acte de mariage précise que Pierre Meslin a 43 ans, est domicilié à Varades et exerce la profession de fournellier propriétaire. Marie Allaire a 27 ans, est née à Liré et y est domiciliée. Son père est laboureur.
Ils ont trois enfants nés à Bouzillé : Marie-Catherine est née le 24 juin 1805. L'enfant est déclaré par son grand-père paternel, ce qui signifie probablement que le père est absent de la commune à ce moment-là. Jeanne est née le 4 septembre 1807 et Pierre Clément, né le 7 octobre 1810. Sur ces actes, Pierre Meslin est dit fournellier propriétaire en 1805, puis marchand de chaux ensuite. 
Pierre Meslin décède le 20 décembre 1814. L'acte de décès le dit âgé de 54 ans, né à Varades, propriétaire chaufournier, et demeure au Fossé-Neuf de Bouzillé. Nous n'avons pas d'indication d'un remariage de sa femme Marie Allaire, malgré le jeune âge de ses enfants.  

#### Enfants
Sa fille Marie-Catherine épouse René Gontard, de Bouzillé, dont elle a au moins un enfant, Émile René Pierre né le 15 juin 1926. Il s'agirait d'un des frères Gontard qui, selon Bernard Perrouin et Pascal Girault, auraient demandé autorisation de construire des fours à Sainte-Catherine en ou vers 1850. Georges Linden. donne les prénoms des deux frères : Emile et Eugène. Devenue veuve en 1832, Marie-Catherine épouse Jean Baptiste Louis Davodeau, instituteur à Bouzillé. Les actes la montrent toujours domiciliée au Fossé-Neuf à Bouzillé. 
La fille cadette, Jeanne, épouse Jean-Félix Angebault. Le mariage a nécessité un acte notarial, signé à Ancenis le 31 décembre 1832, qui atteste l'autorisation des parents du marié, absents au mariage. Le marié, âgé de 30 ans, est propriétaire à Ancenis. De ce mariage sont issus au moins trois enfants nés à Bouzillé entre 1834 et 1838. 
Son fils, également appelé Pierre Clément Meslin, décède le 18 juillet 1850. Il a 40 ans, est dit propriétaire et demeurait au fourneau à Bouzillé. Un des déclarants est Emile Gontard, son neveu, propriétaire, demeurant également au fourneau de cette commune. Il n'a manifestement jamais été marié.

### Archives départementales en ligne
Pour consulter les pièces d'archives référencées en notes :
- « Archives de l'état-civil en ligne (49) », sur Archives départementales du Maine-et-Loire. Sélectionner « Archives en ligne », puis « Registres paroissiaux et d'état-civil ».
- « Archives de l'état-civil en ligne (44) », sur Archives départementales de Loire-Atlantique. Sélectionner « Archives numérisées », puis « Généalogie », puis « Registres paroissiaux et d'État-civil »[quelle commune ?].

NMD = Naissance, Mariage, Décès